# Gigablast
Gigablast була американською безкоштовною пошуковою системою та каталогом із відкритим кодом. Заснований у 2000 році, це був незалежний двигун і веб-сканер , розроблений і підтримуваний Меттом Уеллсом, колишнім співробітником Infoseek і випускником Нью-Мексико Технічного університету.  На початку квітня 2023 року веб-сайт вийшов з мережі без попередження та без будь-якої офіційної заяви.
Вихідний код пошукової системи з відкритим кодом написаний на мовах програмування C і C++. Його було випущено як програмне забезпечення з відкритим вихідним кодом під ліцензією Apache версії 2 у липні 2013 року.  У 2015 році Gigablast стверджувала, що проіндексувала понад 12 мільярдів веб-сторінок. 
Механізм Gigablast у різний час надавав результати пошуку іншим компаніям, зокрема Ixquick,  Clusty,  Zuula, Snap,  Blingo та Internet Archive. 

## Фон
Метт Уеллс працював у пошуковій системі Infoseek, поки він не пішов у 1999 році, щоб розпочати роботу над тим, що стане Gigablast, кодуючи все з нуля на C++. Спочатку він був розроблений для індексування до 200 мільярдів веб-сторінок.  Gigablast вийшов у бета-версію 21 липня 2002 року. 

## Особливості
Gigablast підтримував різні спеціалізовані пошуки та оператори булевої алгебри .  Він також підтримував функцію пов’язаної концепції під назвою Giga Bits  і функцію пошуку в блогах. 
Функція під назвою Gigabits надала релевантну інформацію на додаток до того, що шукав користувач. 
Gigablast також стверджував, що станом на 2010 рік є «провідною» пошуковою системою чистої енергії, 90 відсотків її енергії надходить від енергії вітру. 

## Придбання
У 2013 році повідомлялося, що Yippy погодився придбати Gigablast Inc.  Однак пізніше автор Gigablast Мет Уеллс заявив, що жодного придбання не відбулося і що Gigablast залишається незалежною. 

## Критичний прийом
У 2003 році оглядач The New York Times Лі Дембарт заявив, що «Gigablast має своїх прихильників», але висловив думку, що Google «на голову» вище за нього, і додав, що результати пошуку Google більш повні.  У 2016 році рецензент Lifewire відчув, що Gigablast простий у використанні, і йому сподобалася функція Gigabits. 